# Deparia nephrodioides
Deparia nephrodioides là một loài dương xỉ trong họ Athyriaceae. Loài này được Baker mô tả khoa học đầu tiên năm 1872.
Danh pháp khoa học của loài này chưa được làm sáng tỏ. 